# Транспорт Кургана

## Магистральный транспорт

### Автомобильный
Трассы федерального и регионального значения, проходящие через Курган:
- P254 — федеральная трасса «Иртыш». Через реку Тобол возведён Омский мост.
- Р354 — шоссейная дорога на Шадринск — Екатеринбург.
- Р327 — шоссейная дорога на Костанай.

Прочие автодороги (не включённые в перечень федеральных):
- Автодорога на Воскресенское ч/з Половинное (Автодорога Курган—Половинное—Воскресенское)
- Автодорога на Звериноголовское
- Автодорога на Целинное ч/з Куртамыш

Дорога от Кургана до Макушино входит в европейский маршрут E 30.
Междугородное и пригородное автобусное сообщение осуществляется от Курганского автовокзала. Автобусными маршрутами Курган связан со всеми городами Курганской области (Шадринск, Шумиха, Куртамыш, Катайск, Далматово, Петухово, Щучье и др.), а также с Тюменью, Челябинском, Екатеринбургом, Уфой, Костанаем, Рудным.

### Железнодорожный
Железнодорожными маршрутами дальнего следования Курган связан со многими городами России. Через Курган проходят поезда, идущие в Екатеринбург, Санкт-Петербург, Новосибирск, Читу, Владивосток, Астану, Караганду, Москву, Самару, Адлер, Брест и др. Это связано с тем, что через город проходит «Транссибирская магистраль», связывающая Сибирь с европейской частью России. Поезда уходят с вокзала «Центральный».
Пригородное железнодорожное сообщение осуществляется в пределах Курганской, Свердловской, Челябинской областей. Пригородное сообщение обслуживает 4 направления: западное (Шумиха, Щучье, Каясан, Челябинск), северо-западное (Шадринск, Каменск-Уральский, Екатеринбург), восточное (Макушино, Петухово), южное (Зауралье, Зерновая, Пресногорьковская). Осуществляется электропоездами, которые уходят с вокзала «Пригородный».
Кроме того, в пределах города находится несколько пассажирских станций: Галкино, Затвор, Курганка, Камчиха, Утяк и платформ: 352 км, ПДМС, 2364 км, 2370 км, 2372 км, 2383 км.
Каждый час услугами станции Курган пользуются 200—220 пассажиров.

### Воздушный
Главными воздушными воротами города является региональный аэропорт «Курган». Осуществляет регулярные, чартерные, пассажирские, грузовые и авиационные работы. Относится к аэродромам класса «В», длина ВПП 2601 м. Расположен в 6 км к северо-востоку от центра города.

### Детская железная дорога
Строительство начато в 1986 году, открыта была лишь 13 апреля 1989 года. В 2010-2011 годах был произведён капитальный ремонт полотна и станционных построек.

## Городской транспорт

### Автобус
Автобусное сообщение в Кургане началось намного раньше троллейбусного.

### Троллейбус
Троллейбусная сеть Кургана открыта 24 ноября 1965 года было открыто регулярное троллейбусное сообщение по линии КЗКТ — Химмаш. На 01.01.2012 в Кургане действовало 6 маршрутов, а вагонный парк насчитывал 61 троллейбусный вагон. Ныне все маршруты закрыты и большая часть троллейбусов утилизирована.

### Маршрутное такси
Маршрутное такси в Кургане начало активно развиваться в конце 1990-х — начале 2000-х. Сейчас маршрутное такси представлено несколькими перевозчиками, имеет развитую сеть.
Первоначально парк маршрутных такси практически полностью состоял из микроавтобусов «Газель» вместимостью до 13 человек, в последние годы полностью заменен на автобусы малого класса  ПАЗ-32053 и ПАЗ-32054.

### Паромные переправы
В тёплый период года между левым берегом Тобола, где расположены жилые кварталы, и правым берегом, где расположены садовые участки горожан, действуют четыре пассажирские паромные переправы . Некоторые из паромов оснащены моторной тягой, остальные приводятся в движение вручную, чему благоприятствует небольшая ширина реки.

### Личный автотранспорт
В 2006 году в Кургане было зарегистрировано 85 тысяч автомобилей в личной собственности.

## Схема городского транспорта

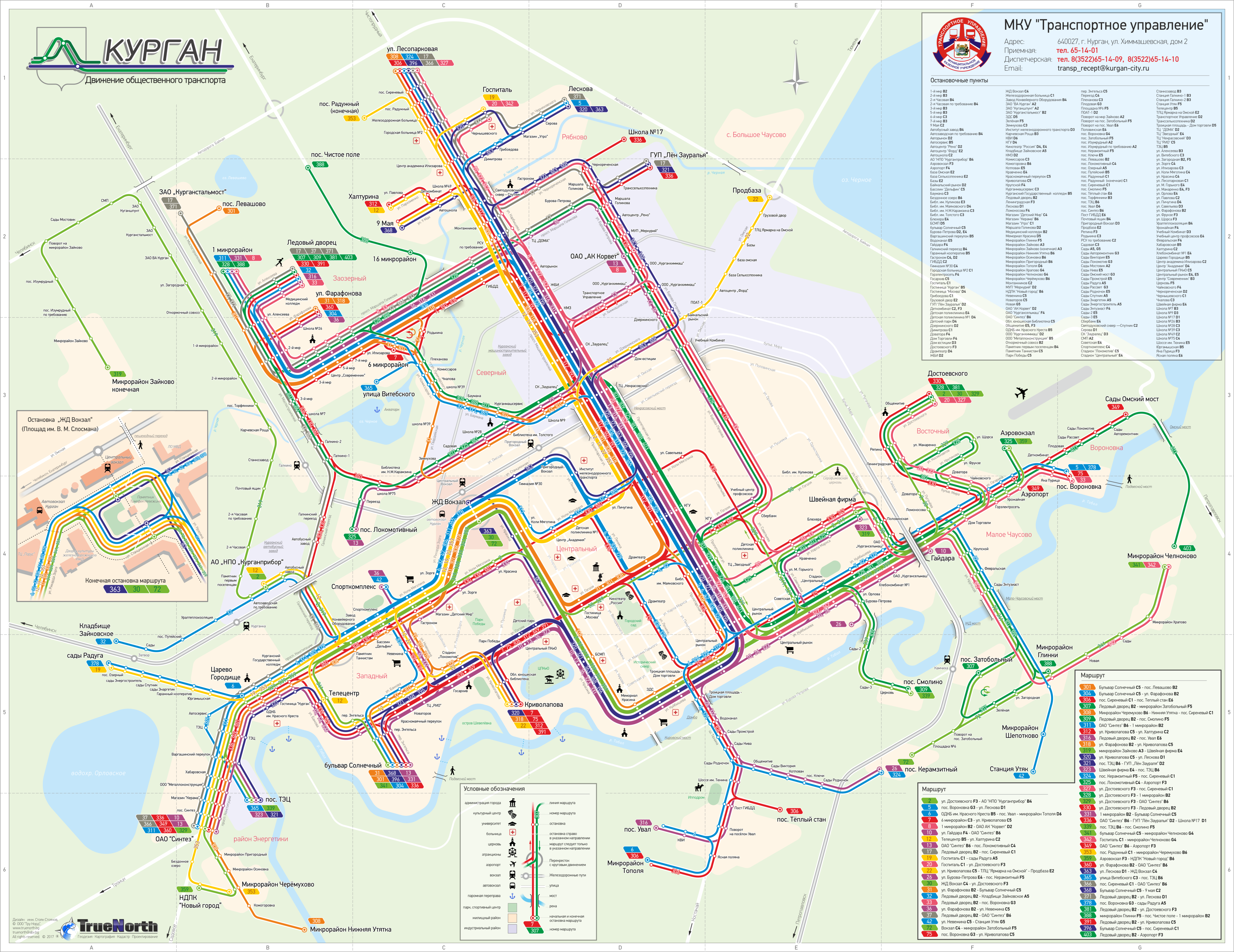
Схема автобусного транспорта город Курган